# Anders Wijkman
Anders Ivar Sven Wijkman (* 30. září 1944 Stockholm) je švédský vědec, politik a futurolog.

## Vzdělání
Vystudoval ekonomii a politické vědy na Stockholmské univerzitě. Zabývá se environmentálními problémy.

## Politik
V letech 1971 až 1978 byl poslancem švédského parlamentu Riksdagu. V letech 1999 až 2009 byl poslancem Evropského parlamentu.

## Prezident Římského klubu
Je členem Římského klubu. Od roku 2007 vykonával funkci viceprezidenta. Od listopadu 2012 vykonává funkci jednoho ze dvou prezidentů Římského klubu. Do této funkce byl zvolen valnou hromadou, která se konala v rumunské Bukurešti. Spolu se švédským environmentalistou Johanem Rockströmem je spoluautorem poslední zprávy pro Římský klub Bankrupting Nature. Denying Our Planetary Boundaries. A Report to the Club of Rome (Bankrot přírody - Popírání našich planetárních hranic - Zpráva pro Římský klub), která byla publikována v listopadu 2012.

## Dílo
Je autorem nebo spoluautorem následujících knih
- Unmitigated Disasters. The Victims of Man-Made Catastrophes (2007)
- Natural Disasters. Acts of God or Acts of Man? (Spoluautor) (2008)
- Bankrupting Nature. Denying Our Planetary Boundaries. A Report to the Club of Rome (spoluautor) (2012)

### Knihy
- Wijkman, Anders: Unmitigated Disasters. The Victims of Man-Made Catastrophes. Practical Action Publishing, Warwickshire, UK, 2007, ISBN 978-1-85339-649-6, 160 str..
- Wijkman, Anders, Timberlake, Lloyd: Natural Disasters. Acts of God or Acts of Man? New Society Publishers, 1998, ISBN 978-0-86571-126-6, 143 str.
- Wijkman, Anders, Rockström, Johan: Bankrupting Nature. Denying Our Planetary Boundaries. A Report to the Club of Rome. Routledge, London, 2012, ISBN 978-0-415-53969-2, 208 str..